# Jazzcore
Jazzcore är en subgenre från hardcore där hardcore och jazz mixas ihop, man kan till exempel som the Evangelinos blanda hardcore med bossa (bossa nova) i de olika partierna i låtarna samtidigt som när de i de hårdare partierna harvar "jazzackord" med "strummer", de blandar även det typiska hardcore skriket med smörigare jazzsång.